# Supercoppa di Cipro 2024
La Supercoppa di Cipro 2024 è stata la 55ª edizione della competizione che si è svolta il 25 settembre 2024 alla Limassol Arena di Kolossi tra l'APOEL, vincitrice della A' Katīgoria 2023-2024 e il Pafos, vincitore della coppa nazionale. L'APOEL ha vinto il trofeo per la quindicesima volta nella sua storia.

## Tabellino
| Arbitro: | Chrysovalantis Theouli |

|          |           |  |
| Sarfo 1’ | Marcatori |  |